# Jesús Adrián Romero
Jesús Adrián Romero (ur. 16 lutego 1965) – meksykański autor, wokalista i kompozytor muzyki chrześcijańskiej, a także pastor pochodzący z Hermosillo w Meksyku.
Romero jest założycielem i prezesem Vastago Producciones, wytwórni poświęconej produkcji i dystrybucji muzyki z przesłaniem chrześcijańskim. Vastago Producciones organizuje i promuje koncerty z muzyką chrześcijańską. Obecnie mieszka w Monterrey, w Meksyku.
W dniu 8 września 2010 roku ogłoszono, że Jesus Adrian Romero został nominowany do Latin Grammy Awards w kategorii najlepszy album muzyki chrześcijańskiej.

## Dyskografia
- 1990 – Renuevo espiritual
- 1996 – Unidos por la cruz
- 1998 – Cerca de ti
- 2000 – Con manos vacías
- 2002 – A sus pies
- 2003 – Colección Alabanza
- 2003 – Colección Adoración
- 2004 – Te daré Lo mejor
- 2004 – Unplugged
- 2005/2006 – El aire de tu casa
- 2007/2008 – Ayer te vi... fue más claro que la luna
- 2010 – El brillo de mis ojos
- 2010 – El brillo de mis ojos: Edición especial
- 2011 – Colección de Adoración II
- 2011 – Duetos
- 2012 – Soplando vida
- 2012 – Soplando Vida Live